# Fatou Lamin Faye

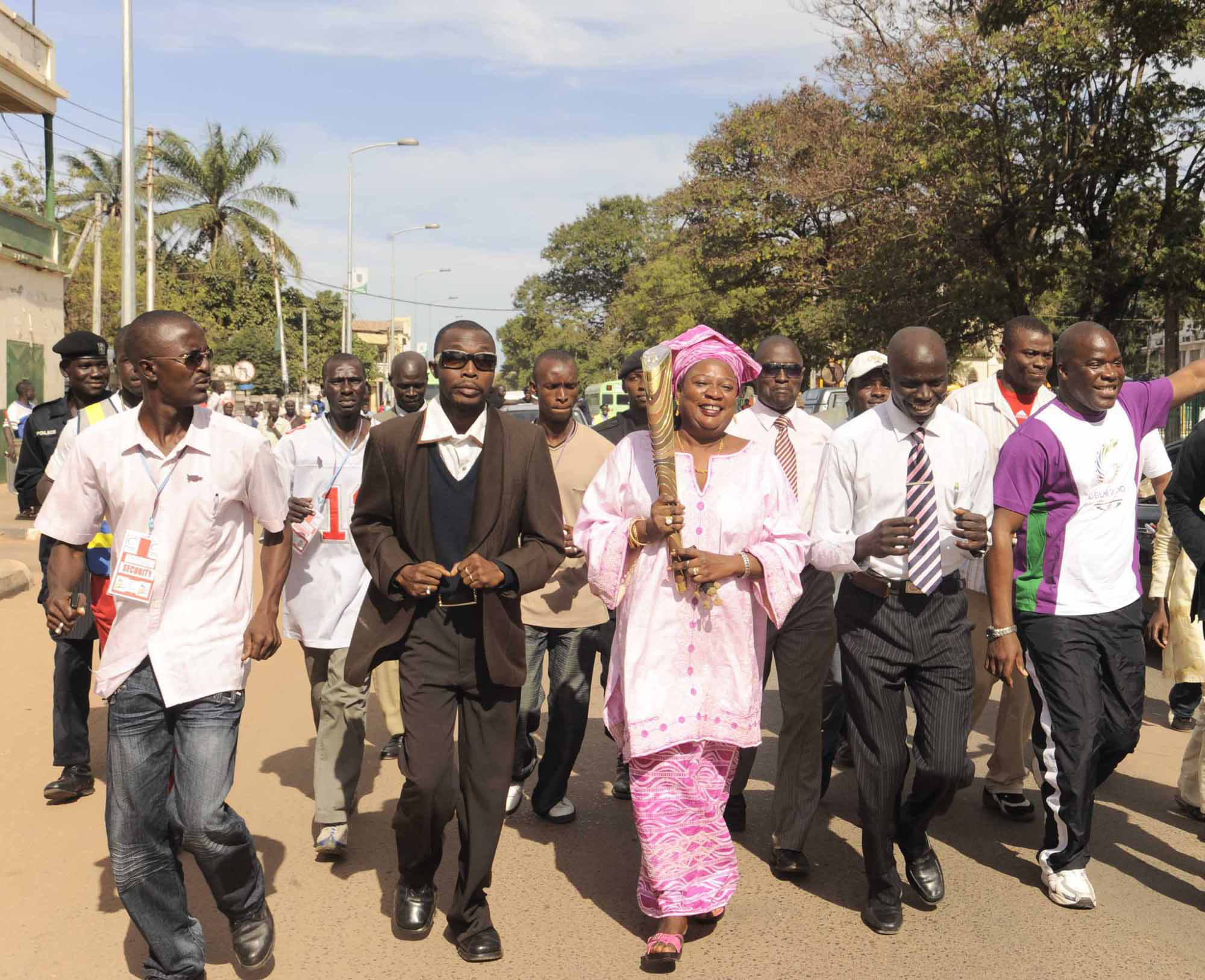
Fatou Lamin Faya zusammen mit anderen Ministern 2009

Fatou Lamin Faye (* 10. Februar 1954) ist Politikerin im westafrikanischen Staat Gambia. Von 2004 bis 2017 war sie Bildungsministerin (Secretary of State for Education bzw. Minister for basic and secondary education).

## Leben
Nach ihrer Schulbildung von September 1959 bis zum Juli 1972 studierte sie an der Ahmadu Bello University in Nigeria von April 1973 bis Dezember 1974 am College of Agriculture und erlangte den Abschluss „Ordinary National Diploma – Division 1 (Agricultural Home Economics)“. Von Juni 1983 bis zum Dezember 1984 studierte sie an der Saint Francis Xavier University in Kanada, hier erlangte sie das „Diploma In Social Development“. Und vom Oktober 1987 bis April 1988 verbrachte sie am Gambia Technical Training Institute, das sie mit dem „City and Guilds of London Institute – Further and Adult Education Teachers' Cert. Parts 1 and 11“ abschloss. In Großbritannien, an der University of Huddersfield, war sie dann von September 1996 bis September 1998 und erreichte zunächst den „Degree of Bachelor of Education (Vocational Education in Developing Countries)“ und dann den „Degree of Master of Education (Management and Vocational Education)“.
Von Januar 1975 an war sie im Landwirtschaftsministerium tätig, bis sie sich im Juli 1979 selbstständig machte. Sie trat aber im September 1980 wieder in den Staatsdienst ein. Nach vielen Stationen ihrer Karriere wurde die gelernte Pädagogin 2002 Direktorin des Gambia Technical Training Institute. Am 14. September 2004 wurde sie von Staatspräsident Jammeh im Kabinett von Gambia berufen und führte das Ministerium für Bildung als Nachfolgerin von Ann Therese Ndong-Jatta. Nach der Ausgliederung der Bereiche Hochschulwesen, Forschung und Wissenschaft aus dem bisherigen Bildungsministerium wurde sie 2007 Ministerin für Grund- und Sekundärbildung. Dieses Amt hatte sie bis zur Abwahl von Präsident Jammeh bei der Präsidentschaftswahl 2016 inne. Jammehs Nachfolger Adama Barrow übertrag das Ministeramt auf Claudiana Cole.

## Familie
Fatou Lamin Faye hat zwei Töchter.

## Auszeichnungen und Ehrungen
- 2013 – Doctor of University award der University of Huddersfield[3]
- 2006 – Order of the Republic of The Gambia, Stufe Commander (CRG)
- 2016 – July 22nd Revolution Award[4]
- 2016 – Ehrendoktorwürde der Universität von Gambia[5]